# Sankt Koloman
Sankt Koloman è un comune austriaco di 1 684 abitanti nel distretto di Hallein, nel Salisburghese.